# Reismann Irma
Reismann Irma (Szilágysomlyó, 1895. augusztus 20. – 1944. ?) író, újságíró, költő, lapszerkesztő.

## Életútja
Zilahon érettségizett 1919-ben; az 1920-as évektől a Szamos és a Szatmári Újság munkatársa volt (utóbbinak 1933-1934-ben nagykárolyi szerkesztője). Közben önálló lapalapításokkal is próbálkozott, de Asszonyok Lapja című szépirodalmi és társadalmi folyóirata 1926-ban ugyanúgy, mint a Szentmiklóssy Ödönnével 1933-ban indított Kis Pajtás, mindössze 3-3 számot ért meg.
1935-től a Benedek Elek hagyományát feleleveníteni szándékozó Új Cimbora munkatársa; 1940. február-május között a szintén Szatmárnémetiben megjelenő Reggeli Lapok felelős szerkesztője, majd egyszerű szerkesztőségi munkatárs volt. 1944-ben deportálták; valamelyik megsemmisítő táborban vesztette életét.
Újságíróként főleg színházi és szépművészeti kritikát, társadalomrajzokat, riportokat írt.
Megjelent egy verskötete, R. I. versei (Szatmárnémeti, 1925) címmel; verseinek fő ihletője az anyai szeretet. Abban az évben egy versét a Szatmári antológia is közölte.
Erdős I. Pál (1916–1987) grafikus és Vándor András színész (1928–2016) édesanyja.